# Colletes simus
Colletes simus är en biart som beskrevs av Pérez 1903. Colletes simus ingår i släktet sidenbin, och familjen korttungebin. Inga underarter finns listade i Catalogue of Life.